# Coppa Libertadores 2010 (calcio femminile)
La Coppa Libertadores 2010 è stata la 2ª edizione della massima competizione sudamericana riservata a squadre femminili di club. Il torneo si è tenuto tra il 2 e il 18 ottobre 2010 a Barueri, in Brasile.
Il trofeo è stato vinto dalle brasiliane del Santos per il secondo anno consecutivo.

## Squadre
Al torneo partecipano dieci squadre, una per ogni federazione della CONMEBOL, i cui criteri di qualificazione sono determinati dalle singole federazioni nazionali.
| Nazione   | Squadra              | Qualificazione                                                    |
| --------- | -------------------- | ----------------------------------------------------------------- |
| Argentina | Boca Juniors         | Vincitrice dei play-off Apertura/Clausura 2009-2010               |
| Bolivia   | Deportivo Florida    | Campione del Campionato Nazionale femminile boliviano 2010        |
| Brasile   | Santos               | Vincitore della Coppa del Brasile Femminile 2009                  |
| Cile      | Everton              | Campione del Campionato Cileno Femminile 2009                     |
| Colombia  | Formas Íntimas       | Vincitore dei play-off tra le vincitrici dei campionati regionali |
| Ecuador   | Deportivo Quito      | Scelta dalla federcalcio ecuadoriana                              |
| Paraguay  | Universidad Autónoma | Campione del Campionato Paraguaiano Femminile 2009                |
| Perù      | UPI                  | Campione del Campionato peruviano di calcio femminile 2010        |
| Uruguay   | River Plate (M)      | Campione del Campionato Uruguaiano Femminile 2009                 |
| Venezuela | Caracas              | Campione della Superliga Venezuelana Femminile 2010               |

## Fase a gironi

### Gruppo A
| Pos. | Squadra         | Pt | G | V | N | P | GF | GS | DR  |
| ---- | --------------- | -- | - | - | - | - | -- | -- | --- |
| 1.   | Santos          | 12 | 4 | 4 | 0 | 0 | 22 | 0  | +22 |
| 2.   | Deportivo Quito | 7  | 4 | 2 | 1 | 1 | 13 | 8  | -5  |
| 3.   | River Plate (M) | 4  | 4 | 1 | 1 | 2 | 4  | 15 | -11 |
| 4.   | Caracas         | 3  | 4 | 1 | 0 | 3 | 5  | 7  | -2  |
| 5.   | Formas Íntimas  | 3  | 4 | 1 | 0 | 3 | 4  | 8  | -4  |

### Gruppo B
| Pos. | Squadra              | Pt | G | V | N | P | GF | GS | DR  |
| ---- | -------------------- | -- | - | - | - | - | -- | -- | --- |
| 1.   | Everton              | 10 | 4 | 3 | 1 | 0 | 18 | 2  | +16 |
| 2.   | Boca Juniors         | 8  | 4 | 2 | 2 | 0 | 19 | 5  | +14 |
| 3.   | Universidad Autónoma | 7  | 4 | 2 | 1 | 1 | 16 | 5  | +11 |
| 4.   | Deportivo Florida    | 3  | 4 | 1 | 0 | 3 | 4  | 17 | -13 |
| 5.   | UPI                  | 0  | 4 | 0 | 0 | 4 | 2  | 30 | -28 |

## Fase finale

### Tabellone
|  | Semifinali      | Semifinali      | Semifinali |        |         | Finale          | Finale          | Finale          |  |
|  |                 |                 |            |        |         |                 |                 |                 |  |
|  | Everton (dtr)   | Everton (dtr)   | 0 (5)      |        |         |                 |                 |                 |  |
|  | Everton (dtr)   | Everton (dtr)   | 0 (5)      |        |         |                 |                 |                 |  |
|  | Deportivo Quito | Deportivo Quito | 0 (4)      |        |         |                 |                 |                 |  |
|  | Deportivo Quito | Deportivo Quito | 0 (4)      |        | Everton | Everton         | 0               |                 |  |
|  |                 |                 |            |        | Everton | Everton         | 0               |                 |  |
|  |                 |                 | Santos     | Santos | 1       |                 |                 |                 |  |
|  | Santos          | Santos          | Santos     | Santos | 1       | 2               |                 |                 |  |
|  | Santos          | Santos          |            |        |         | 2               |                 |                 |  |
|  | Boca Juniors    | Boca Juniors    | 0          |        |         | Finale 3º posto | Finale 3º posto | Finale 3º posto |  |
|  | Boca Juniors    | Boca Juniors    | 0          |        |         |                 |                 |                 |  |
|  |                 |                 |            |        |         |                 |                 |                 |  |
|  |                 |                 |            |        |         | Deportivo Quito | Deportivo Quito | 1               |  |
|  |                 |                 |            |        |         | Deportivo Quito | Deportivo Quito | 1               |  |
|  |                 |                 |            |        |         | Boca Juniors    | Boca Juniors    | 2               |  |